# Валлуїз-Пельву
Валлуїз-Пельву (фр. Vallouise-Pelvoux) — муніципалітет у Франції, у регіоні Прованс — Альпи — Лазурний Берег, департамент Верхні Альпи. Валлуїз-Пельву утворено 1-1-2017 шляхом злиття муніципалітетів Пельву i Валлуїз. Адміністративним центром муніципалітету є Пельву. Населення — 1132 особи (01.01.2021).